# Okresy Německé demokratické republiky

Správní členění NDR po roce 1952

Okresy v někdejší Německé demokratické republice / NDR (německy Bezirke der Deutschen demokratischen Republik / DDR) byly správní jednotky, které v letech 1952-1990

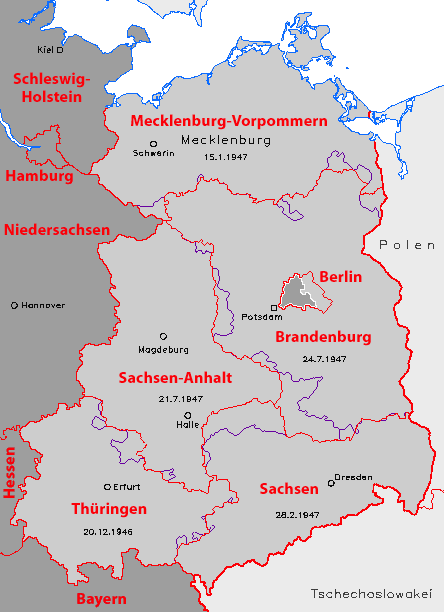
Srovnání: Pět nových spolkových zemí (v červených hranicích) a pět zemí někdejší NDR (ve fialových hranicích).

existovaly v tehdejším Německé demokratické republice.

## Členění
V letech 1952 až 1990 tvořila střední úroveň státní správy. V důsledku správní reformy z roku 1952 bylo zřízeno 14 okresů, které převzaly úlohu dřívějších zemských vlád. Ty se dále dělily na venkovské a městské části. V roce 1961 Státní rada NDR postavila východní Berlín na roveň ostatních okresů.
Okresy byly počtem obyvatel, rozlohou a postavením srovnatelné s okresy vládních obvodů tehdješí Německé spolkové republiky. Okresy neměly žádnou politickou (státní) autonomii jako spolkové země SRN a také žádná samosprávná práva jako místní úřad. Jednalo se o střední stupeň státní správy mezi státem a okresem, na kterém stát plnil úkoly ve větší míře, než je tomu u spolkových německých správních obvodů.

## Seznam okresů
Od severu k jihu byly tyto okresy:
| Poloha | okres                    | rozloha v km² | počet obyvatel (1989) | hustota osídlení ob./km² | SPZ  | členění (1989)                                                 | počet obcí |
| ------ | ------------------------ | ------------- | --------------------- | ------------------------ | ---- | -------------------------------------------------------------- | ---------- |
|        | Rostock                  | 07 075        | 0.916 500             | 130                      | A    | 10 zemských okresů (Landkreise) 4 městské okresy (Stadtkreise) | 360        |
|        | Schwerin                 | 08 672        | 0.595 200             | 069                      | B    | 10 zemských okresů, 1 městský okres                            | 389        |
|        | Neubrandenburg           | 10 948        | 0.620 500             | 057                      | C    | 14 zemských okresů, 1 městský okres                            | 492        |
|        | Potsdam                  | 12 568        | 1 123 800             | 089                      | D, P | 15 zemských okresů, 2 městské okresy                           | 755        |
|        | Frankfurt (Oder)         | 07 186        | 0.713 800             | 099                      | E    | 9 zemských okresů, 3 městské okresy                            | 438        |
|        | Magdeburg                | 11 526        | 1 249 500             | 108                      | H, M | 17 zemských okresů, 1 městský okres                            | 655        |
|        | Cottbus                  | 08 262        | 0.884 700             | 107                      | Z    | 14 zemských okresů, 1 městský okres                            | 574        |
|        | Halle                    | 08 771        | 1 776 500             | 203                      | K, V | 20 zemských okresů, 3 městské okresy                           | 684        |
|        | Leipzig                  | 04 966        | 1 360 900             | 274                      | S, U | 12 zemských okresů, 1 městský okres                            | 422        |
|        | Erfurt                   | 07 349        | 1 240 400             | 169                      | L, F | 13 zemských okresů, 2 městské okresy                           | 719        |
|        | Dresden                  | 06 738        | 1 757 400             | 261                      | R, Y | 15 zemských okresů, 2 městské okresy                           | 594        |
|        | Karl-Marx-Stadt*         | 06 009        | 1 859 500             | 309                      | T, X | 21 zemských okresů, 3 městské okresy                           | 601        |
|        | Gera                     | 04 004        | 0.742 000             | 185                      | N    | 11 zemských okresů, 2 městské okresy                           | 528        |
|        | Suhl                     | 03 856        | 0.549 400             | 142                      | O    | 8 zemských okresů, 1 městský okres                             | 358        |
|        | Berlín (východní část)** | 00.403        | 1 279 200             | 3 1740.                  | I    | (11 městských okresů/obvodů)                                   | 001        |
|        | NDR celkem               | 108 3330      | 16 669 3000           | 154                      | –    | 191 zemských okresů, 27 městských okresů (+ Východní Berlín)   | 7 5700.    |

*) Okres Karl-Marx-Stadt nesl na svém začátku a konci krátce název Okres Chemnitz, podle názvu města Chemnitz, které se v době od 10. května 1953 do 30. května 1990 nazývalo Karl-Marx-Stadt .
**) Východní Berlín nebyl oficiální okres, ale funkci okresu plnil od roku 1961.